# توحيد مصر العليا والسفلى
تظهر لوحة نارمر الشهيرة، التي اُكتُشِفت في موسم 1897-1898 في هيراكونبوليس ، حيث تظهر نارمر وهو يرتدي تاج مصر العليا على جانب واحد من اللوحة، وتاج مصر السفلى على الجانب الآخر، مما أدى إلى نظرية أن نارمر موحد الأراضي. نوقش ما إذا كانت لوحة نارمر تمثل حدثًا تاريخيًا حقيقيًا أم أنها رمزية بحتة. بالطبع، يمكن أن تمثل لوحة نارمر حدثًا تاريخيًا حقيقيًا وفي الوقت نفسه لها أهمية رمزية.
في عام 1993، تم اكتشاف «ملصق عام» لنارمر في أبيدوس، يصور نفس الحدث الذي تم تصويره على لوحة نارمر. حدث في الأسرة الأولى، تم تحديد السنوات باسم الملك وحدث هام وقع في تلك السنة. عادةً ما يتم إرفاق «الملصق العام» بحاوية البضائع ويتضمن اسم الملك ووصفه أو تمثيلًا للحدث الذي حدد العام. تظهر أن لوحة نارمر تصور حدثًا تاريخيًا حقيقيًا.
تشير الدلائل الأثرية إلى أن مصر كانت موحدًة على الأقل جزئيًا، وربما في وقت مبكر من حكم الملك العقرب الأول (قبل عدة أجيال).  الدليل على دور العقرب الأول في توحيد مصر تأتي من قبره في أبيدوس (صعيد مصر).  ومع ذلك، فهذه ليست مستندات ضريبية، لذا فهي على الأرجح مؤشرات على التجارة بدلاً من إخضاعها. هناك اختلاف كبير في كمية وتوزيع النقوش بأسماء الملوك السابقين في مصر السفلى وكنعان (التي تم الوصول إليها من خلال مصر السفلى)، مقارنة بنقوش نارمر. عُثِر على نقوش كا في ثلاثة مواقع في مصر السفلى وواحدة في كنعان. عُثِر على سيريخ في عشرة مواقع في مصر السفلى وتسعة مواقع في كنعان. هذا يدل على وجود اختلاف نوعي بين دور نارمر في مصر السفلى مقارنة بالملوك الاخرئ. تشير الدلائل الأثرية إلى أن التوحيد بدأ قبل نارمر، لكنه استكمله من خلال فتح نظام حكم في شمال غرب الدلتا كما هو موضح في لوحة نارمر.
إن الأهمية التي يعلقها نارمر على «توحيده» لمصر تظهر من خلال حقيقة أنه يتم الاحتفال به ليس فقط على لوحة نارمر، ولكن على ختم أسطواني،  وصناديق نارمر.   تتضح أهمية التوحيد بالنسبة للمصريين القدماء من خلال حقيقة أن نارمر يظهر كالملك الأول على أختام المقبرة، وتحت اسم مينا، أول ملك في قوائم الملوك. على الرغم من وجود أدلة أثرية على عدد قليل من الملوك قبل نارمر، لم يتم ذكر أي منهم في أي من هذه المصادر. يمكن القول بدقة أنه من وجهة نظر المصريين القدماء، بدأ التاريخ مع نارمر وتوحيد مصر، وأن كل شيء من قبله هبط إلى عالم الأسطورة.

## النتائج
وفقًا للوحة نارمر، انتهى حكم الأمير واش في الدلتا المصرية السفلى. تبعا لذلك، هزمه الملك نارمر، الذي وضع حدا لحكومته الفاسدة.